# لیلیان مارتین
لیلیان مارتین (انگلیسی: Lilian Martin؛ زادهٔ ۲۸ مهٔ ۱۹۷۱) بازیکن فوتبال اهل فرانسه است.
از باشگاه‌هایی که در آن بازی کرده‌است می‌توان به باشگاه فوتبال نانسی، باشگاه فوتبال دیژون، آ.اس موناکو، باشگاه فوتبال دربی کانتی، باشگاه فوتبال هیبرنین، و باشگاه فوتبال المپیک مارسی اشاره کرد.